# ایتالو ماتیولی
ایتالو ماتیولی (انگلیسی: Italo Mattioli؛ زادهٔ ۱۷ آوریل ۱۹۸۵) بازیکن فوتبال اهل ایتالیا است.
از باشگاه‌هایی که در آن بازی کرده‌است می‌توان به باشگاه فوتبال لچه، باشگاه فوتبال لاتینا، باشگاه فوتبال سالرنیتانا، و باشگاه فوتبال فوجا اشاره کرد.
وی همچنین در تیم ملی فوتبال Italy U-20 بازی کرده‌است.